# Harddisk Recording

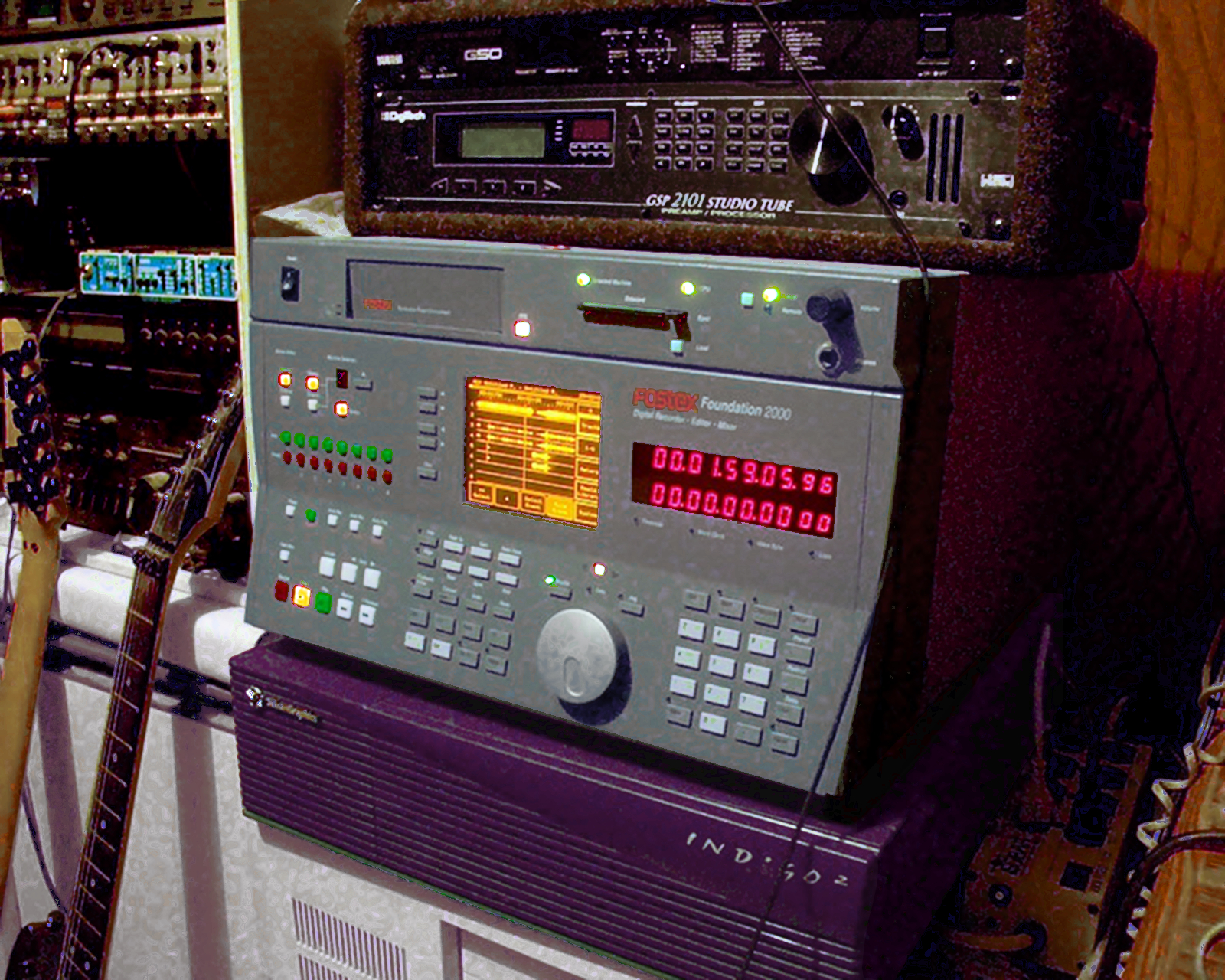
Das Harddisk-Recording-System Fostex Foundation 2000

Harddisk Recording (eng.), auch HD-Recording ist die digitale Tonaufnahme auf Festplattensystemen. Harddisk Recording ist das heute in der Studiotechnik übliche Verfahren zur Tonaufzeichnung. Damit unterscheidet sich Harddisk Recording sowohl von der analogen Aufzeichnung (z. B. auf Tonband) als auch von der linearen digitalen Aufzeichnung (z. B. auf DAT-Kassetten). Der direkte Zugriff auf die aufgezeichneten Daten, der erst durch Festplattensysteme möglich wurde, stellt die Grundlage für die nicht-lineare Bearbeitung der Tonaufnahmen in Audioeditoren dar, was die Möglichkeiten der Tongestaltung grundlegend erweitern konnte.

## Geschichte
Das Aufkommen von Harddisk-Recording-Systemen kann als Weiterentwicklung der digitalen Bandmaschinen (z. B. DASH-Maschinen) verstanden werden. Nachdem Audiosignale bereits in digitaler Form vorlagen, lag es nahe, sie nicht nur als Datenstrom auf Band, sondern auch als Computerdateien auf Festplatten zu speichern. Die ersten Systeme waren denn auch reine Aufzeichnungs- und Wiedergabegeräte, die die Bandmaschinen in den Tonstudios ersetzen sollten. Eines der ersten Harddisk-Recording-Systeme auf dem Markt war Fairlight MFX aus dem Jahr 1989.
Die Systeme wurden nach und nach durch Editierfunktionen ergänzt. Da der Zugriff auf die auf Festplatten gespeicherten Audiodateien direkt erfolgen kann, wurde das nicht-lineare Schneiden möglich. Die in einer Playlist gespeicherten Abspielbefehle legen die Reihenfolge der wiederzugebenden Audiodaten beliebig fest (z. B. mit dem Programm Sound Designer von Digidesign). Bei dieser Arbeitsweise werden die eigentlichen Audiodateien nach der Aufzeichnung nicht mehr verändert.
In modernen DAWs (Digital Audio Workstation) vereinen sich Harddisk Recording mit Audioeditoren, virtuellen Mischpulten und Effektgeräten, so dass alle Funktionen eines Tonstudios in einem Gerät zusammenkommen können. Oft beinhalten DAWs auch MIDI-Sequenzer. Die Systeme können über eine grafische Benutzeroberfläche bedient werden.

## Grundlagen
Die Audioqualität wird bei der analogen Kopie z. B. ab einer Tonkassette immer schlechter. Bei digitalisierter Musik ab HDD (Hard Disk Drive), bleibt die Qualität stets aufrechterhalten. Im Gegensatz zum Live Mix werden hier die einzelnen Titel bzw. Musikpassagen am Computer mittels Programm zusammengesetzt. Der Computer dient dabei als sogenannter Sequenzer. Auf die einzelnen Audiospuren des Sequenzers werden Teile von Musikstücken, Töne und auch Samples gelegt. Stück für Stück entsteht der fertige Mix.
Die Titel verschmelzen miteinander. Es entsteht ein nahtloser Übergang. Manchmal wird auch geschnitten und der Übergang von Musiktitel zu Musiktitel mittels Samples verbunden.

## Musikproduktion
Bei der Produktion von elektronischer Musik wird ebenfalls Harddisk Recording angewendet. Analog einem klassischen Konzert „dirigiert“ der Produzent jedes einzelne Instrument, so dass alle tongenerierenden Instrumente („Musiker“) mit der gleichen Geschwindigkeit spielen und zur richtigen Zeit einsetzen. Am Computer werden die einzelnen Tonspuren mit Instrumenten belegt, die dann zeitgleich musizieren. Meistens geschieht das über externe Geräte, wie zum Beispiel Sampler (z. B. Keyboards), die am Sequenzer angeschlossen werden.
Damit sich alle Geräte untereinander verständigen können, ist es nicht unbedingt notwendig, dass die interne Steuerung in gleicher Weise funktioniert, die Befehle müssen lediglich an einer Stelle empfangen, übersetzt und genormt weitergegeben werden. Das ist die Aufgabe der MIDI-Schnittstelle, auch MIDI-Interface genannt. Wenn ein Gerät MIDI-fähig ist, bedeutet dies, dass es eine MIDI-Schnittstelle besitzt. Fast alle modernen Synthesizer und Sampler besitzen eine MIDI-Schnittstelle, im Gegensatz zu den meisten Computern: Sie müssen oft nachträglich mit einem MIDI-Adapter MIDI-fähig gemacht werden. Früher geschah dies via PCI-Karten oder Geräten an der Seriellen oder Parallele Schnittstelle, jetzt oft über USB-Adapter.